# Аллен, Томас
Сэр Томас Боаз Аллен CBE (англ. Thomas Boaz Allen; род. 10 сентября 1944 года, Сиэм-Харбор, графство Дарем) — британский оперный певец (баритон). Командор ордена Британской империи, рыцарь-бакалавр.

## Биография
Первоначально учился на врача, однако в 1964 году поступил в Королевский колледж музыки, где обучался четыре года игре на органе и вокалу. Дебютировал в 1969 году партией Фигаро («Севильский цирюльник» Россини) в Валлийской национальной опере. Через три года (1971) впервые выступил в Ковент Гарден в опере «Билли Бадд», а в 1972 году был принят в труппу этого театра.
C 1979 года не состоит ни в одной оперной труппе, выступая в самых разных театрах мира.
Аллен владеет подвижным голосом с ярким верхним и насыщенным нижним регистрами. Наделён актёрским дарованием, позволяющим исполнять разноплановые и характерные роли. В исполнении камерной вокальной лирики проявил себя вдумчивым музыкантом.
В 1989 году стал Командором Ордена Британской империи, а в 1999 году возведён в рыцарское звание за заслуги в области оперного искусства.
В 2006 году  в театре Ковент-Гарден певец отметил 35-летие своей творческой деятельности, где за это время исполнил свыше 50 оперных ролей.

## Награды и премии
- 1983 — премия «Грэмми» за запись оперы «Свадьба Фигаро» (дирижёр Георг Шолти)[3]
- Каммерзенгер Баварской государственной оперы
- Почётный член Королевской академии музыки

Введён в Зал славы журнала Gramophone .

## Дискография
- 1973 — «Мефистофель», дирижёр Юлиус Рудель (Вагнер)
- 1974 — «Carmina Burana», дирижёр Андре Превен (Баритон)
- 1975 — «Так поступают все», дирижёр Джон Притчард (Гульельмо)
- 1976 — «Любовный напиток», дирижёр Джон Притчард (Белькоре)
- 1977 — «Беатрис и Бенедикт», дирижёр Колин Дэвис (Клавдио)
- 1978 — «Фауст», дирижёр Жорж Претр (Валентин)
- 1978 — «Питер Граймз», дирижёр Колин Дэвис (Нед Кин)
- 1979 — «Паяцы», дирижёр Рикардо Мути (Сильвио)
- 1980 — «Вертер», дирижёр Колин Дэвис (Альберт)
- 1981 — «Свадьба Фигаро», дирижёр Георг Шолти (Граф Альмавива)
- 1981 — «Царь Приам», дирижёр Дэвид Аттертон (Гектор)
- 1982 — «Богема», дирижёр Ламберто Гарделли (Марсель)
- 1983 — «Манон Леско», дирижёр Джузеппе Синополи (Леско)
- 1983 — «Севильский цирюльник», дирижёр Невилл Марринер (Фигаро)
- 1984 — «Дон Жуан», дирижёр Бернард Хайтинк (Дон Жуан)
- 1985 — «Возвращение Улисса на родину», дирижёр Джеффри Тейт (L’Humana Fragilita)
- 1985 — «Дидона и Эней», дирижёр Раймонд Леппард (Эней)
- 1985 — «Ифигения в Тавриде», дирижёр Джон Элиот Гардинер (Орест)
- 1985 — «Возвращение Улисса на родину», дирижёр Джеффри Тейт (Улисс)
- 1986 — «Свадьба Фигаро», дирижёр Рикардо Мути (Фигаро)
- 1987 — «Дон Жуан», дирижёр Рикардо Мути (Дон Жуан)
- 1987 — «Евгений Онегин», дирижёр Джеймс Ливайн (Евгений Онегин)
- 1988 — «Билли Бадд», дирижёр Дэвид Аттертон (Билли Бадд)
- 1988 — «Так поступают все», дирижёр Невилл Марринер (Гульельмо)
- 1989 — «Carmina Burana», дирижёр Сэйдзи Одзава (Баритон)
- 1990 — «Дон Жуан», дирижёр Невилл Марринер (Дон Жуан)
- 1991 — «Волшебная флейта», дирижёр Чарльз Маккеррас (Папагено)
- 1991 — «Дон Жуан», дирижёр Джеймс Конлон (Дон Жуан)
- 1991 — «Приключения лисички-плутовки», дирижёр Саймон Рэттл (Лесничий)
- 1992 — «Ифигения в Тавриде», дирижёр Рикардо Мути (Орест)
- 1992 — «Йомен-гвардеец», дирижёр Невилл Марринер (Джек Пойнт)
- 1992 — «Питер Граймз», дирижёр Бернард Хайтинк (Капитан Болстроуд)
- 1993 — «Дон Паскуале», дирижёр Роберто Аббадо (Доктор Малатеста)
- 1994 — «Фрегат Её Величества «Пинафор»», дирижёр Чарльз Маккеррас (Капитан Коркоран)
- 1995 — «Так поступают все», дирижёр Саймон Рэттл (Дон Альфонсо)
- 1995 — «Приключения лисички-плутовки», дирижёр Чарльз Маккеррас (Лесничий)
- 1996 — «Река Керлью», дирижёр Невилл Марринер (Перевозчик)
- 1996 — «If I Loved You: Love Duets From the Musicals» (совместно с Валери Мастерсон)
- 1999 — «Каприччио», дирижёр Жорж Претр (Граф)
- 2001 — «Нюрнбергские мейстерзингеры», дирижёр Джеймс Ливайн (Бекмессер)
- 2003 — «Волшебная флейта», дирижёр Колин Дэвис (Оратор посвящённых)
- 2004 — «Летучая мышь», дирижёр Владимир Юровский (Эйзенштейн)
- 2004 — The Last Night of the Proms 2004, дирижёр Леонард Слаткин
- 2006 — «Так поступают все», дирижёр Манфред Хонек (Дон Альфонсо)